# 寝屋川市立第五中学校
寝屋川市立第五中学校（ねやがわしりつ だいごちゅうがっこう）は、大阪府寝屋川市上神田二丁目にある公立中学校。

## 沿革
- 1969年
  - 4月 - 寝屋川市立第五中学校として開校。寝屋川市立第二中学校仮校舎にて授業開始。
  - 8月 - 本館完成、新校舎へ移転。
- 1971年
  - 8月 - 校舎を増築（第2期工事）
  - 11月 - 体育館、新館増築校舎竣工
- 1972年8月 - プール竣工

## 通学区域
- 寝屋川市立神田小学校と寝屋川市立和光小学校の通学区域。

## 著名な出身者
- 樽床伸二 - 衆議院議員
- 又吉直樹 - お笑い芸人
- 宇良和輝 - 大相撲力士
- 屶網さら - レスリング選手
- あきとんとん - YouTuber

## 交通
- 京阪本線 萱島駅 徒歩10分